# テトラオクチルアンモニウムブロミド
テトラオクチルアンモニウムブロミド (Tetraoctylammonium bromide, TOAB, 又は TOABr) は、化学式 [ CH3(CH2)7]4N Br の第四級アンモニウム塩である。通常、（水等の）水相から（トルエン等の）有機相への相間移動触媒として用いられる。